# پگینگ
پِگینگ (به انگلیسی: Pegging) یا میخ‌زنی گونه‌ای آمیزش جنسی مقعدی است که در آن زنی اقدام به دخول جنسی در مقعد مردی به وسیله دیلدو بنددار می‌نماید. در این عمل ممکن است اندام جنسی مرد نیز تحریک شود.
این نوواژه «پگینگ» در زبان انگلیسی به وسیله دن سوج، ستون‌نویس جنسی، ابداع شد.

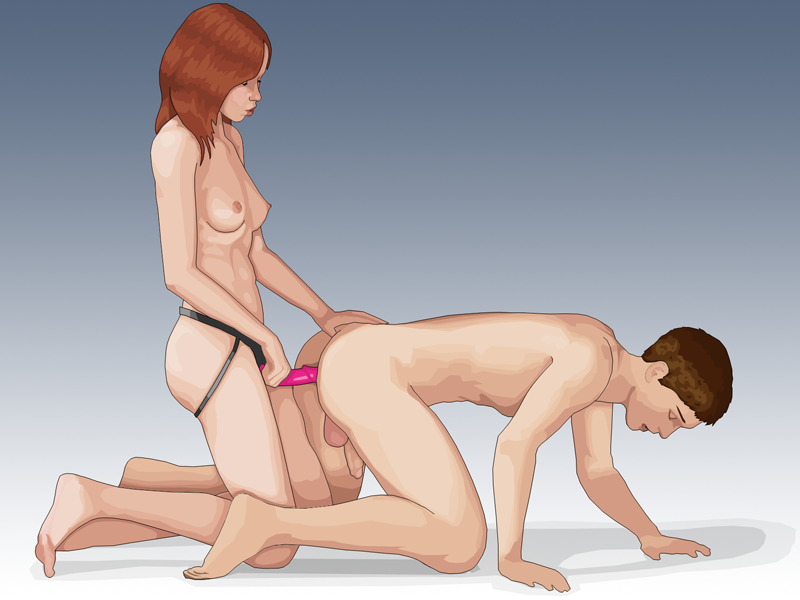
زنی در حال میخ‌زنی مردی به شیوه سگی به وسیله یک دیلدو مصنوعی بنددار

## جنبه‌های خوشایند
از نظر لذت جسمی، اندام جنسی زن ممکن است از طریق نفوذ واژینال (در داخل دوقلو دو سر) تحریک مستقیم از پایه دیلدو را تجربه کند. یک زن می‌تواند از ویبراتور ثانویه، بین کیرمصنوعی و اندام تناسلی‌اش استفاده کند، تا از میخ زدن لذت ببرد. مردان ممکن است تحریک مقعد، راست روده و به خصوص پروستات را خوشایند بدانند. در حین رابطه مقعدی، لذت مرد به ویژه از پروستات حاصل می‌شود، که می‌تواند منجر به ارگاسم و انزال شود. بعضی از مردان، درحین فرو بردن میله در مقعد خود (یا به‌طور دستی تحریک کردن خود) از خودارضایی لذت می‌برند. گوزن‌های سه تایی (یک نوع اسباب بازی جنسی) هم تحریک واژن و هم مقعد شریک زن را فراهم می‌کنند.
دن سوج، نویسنده ستون مشاوره جنسی، نوشت که او معتقد است همه مردان باید حداقل یک بار پِگینگ را امتحان کنند، زیرا ممکن است یک فعالیت جنسی لذت‌بخش جدید را به آنها معرفی کند و نقش آنها را از نظر گیرنده در رابطه جنسی، بهبود بخشد.

## مطالب آموزشی
چند فیلم و کتاب آموزشی در سالهای اخیر درمورد میخ‌زنی ظهور کرده‌است، ازجمله خم شدن دوست پسر درسال ۱۹۹۸، که بر اساس مجموعه‌ای از سخنرانی‌ها و کارگاه‌های آموزشی رابرت لارنس و کارول کوئین با تهیه کنندگی مشترک Fatale Media و Inc، ساخته شد. این فیلم را شار ردنور و جکی استرانو، بنیانگذاران فیلم‌های ویدیویی SIR، ایجاد و کارگردانی کردند.
خم شدن دوست پسر در ابتدا از دن سوج الهام گرفت که این عمل را "BOBing" بنامد، اما خوانندگان وی بعداً به《میخ‌زنی》رای دادند.
درسال ۲۰۰۹، کارگردان فیلم‌های پورنوگرافیک و مربی جنسی آمریکایی، تریستان تاورمینو، از طریق Vivid Entertainment Studio، راهنمای تخصصی لذت مقعدی مردان، یک فیلم آموزشی میخ‌زنی منتشر کرد که شامل توضیحات مفصلی در مورد لذت مقعدی مرد و رابطه جنسی بنددار است. او در آن کارگاه، دستورالعمل‌ها و مهارت‌هایی را برای یک زن ایمن و لذت بخش در رابطه جنسی مقعدی مرد آموزش می‌دهد. سه صحنه وجود دارد که در آن، جفت بازیگران پورنوگرافی دستگاه‌ها و موقعیت‌های مختلف جنسی را برای میخ‌کشی بکار می‌برند.
ویولت بلو به‌عنوان نویسنده راهنماهای جنسی متعدد و کتابهای اطلاعاتی دربارهٔ تابوهای مختلف جنسی، کتاب راهنمای زوج ماجراجو برای رابطه جنسی را در سال ۲۰۰۷ نوشت و منتشر کرد.

## در فیلم
اولین صحنه شناخته شده میخ‌زنی در فیلم (مدت‌ها قبل از ایجاد اصطلاح آن)، در سال ۱۹۷۰ و در Myra Breckinridge است که براساس رمانی به همین نام از گور ویدال ساخته شده‌است، اگرچه واضح و مشخص نبود. اعتقاد بر این است که اولین صحنه مشخص Kink درسال ۱۹۷۶ و در فیلم پورنوگرافی افتتاحیه مه آلود بتهوون بوده‌است.
ستاره‌های پورنو زن که ابراز رضایت خود را از پیوستن به شرکای مرد خود اعلام کردند، عبارتند از تیلور وین، دبی دیاموند، بریتنی اندروز و مونیک کووت. کووت وقتی از وی در مورد کینک خاص وی پرسیده شد، پاسخ داد: «اگر ما زنان باید آن را از پشت بگیریم، پس چرا یک مرد نیست؟»

## در فرهنگ عامه
اگرچه این عمل لزوماً به‌عنوان《میخ‌زنی》شناخته نمی‌شود، اما در فرهنگ مردمی حداقل به این مفهوم اشاره شده‌است:
- مارکی دو ساد در سال ۱۷۹۵ در کتاب خود فلسفه در اتاق خواب، آن را توصیف کرده‌است.[۶][۷]
- تصویری از میخ‌زنی در رمان ناهار برهنه ویلیام اس. باروز در سال ۱۹۵۹ وجود دارد. دیلدو به کار رفته در صحنه، Steely Dan III نام دارد و گروه موسیقی Steely Dan هم به‌عنوان منبع، نام خود را از آن گرفته‌است.[۸][۹]
- میخ‌زنی در سری ۲۰۰۵ کمدی Peep Show انگلستان حضور داشت، در صحنه ای که جرمی (رابرت وب) توسط دوست دختر وقتش میشل (Shelley Blond) گره خورده‌است.[۱۰]
- میخ‌زنی در برنامه تلویزیونی علف‌های هرز، در طول اپیزود《دختر وحشت زده عاشق ترس》(در سال ۲۰۰۶) به نمایش درآمد.[۳]
- در اپیزود آزمایشی خاکی ژانویه ۲۰۰۷، لوسی اسپیلر (کورتنی کاکس) شاهزاده تایریس (ریک فاکس) را با عکس‌هایی از میخ‌زنی وی با یک روسپی، اخاذی می‌کند.[۳]
- فیلم YPF در سپتامبر ۲۰۰۷ دارای یک داستان است که در آن، زن و شوهری که احساس می‌کنند عشق ورزی آنها با گذشت زمان کسل‌کننده شده‌است، تلاش می‌کنند رابطه‌جنسی خود را با استفاده از میخ‌زنی زیباتر کنند.[۳]
- کمپانی تئاتر Pack of Othders یک اجرای تئاتر کامل دارد که به《گسترش کلمه در مورد لذت تحریک پروستات و رابطه جنسی بند دار》اختصاص دارد.[۱۱] این نمایش در اجراهای خود در تورهای دور کشور، جایزهٔ بهترین برنده کمدی را در جشنواره حاشیه سانفرانسیسکو در سال ۲۰۰۸ به دست آورد.[۱۲]
- در قسمت «ناک اوف» سریال تلویزیونی شهر گسترده، ابی آبرامز جرمی سانتوس را گره زد.[۱۳]
- در فیلم ددپول درسال ۲۰۱۶، صحنه میخ‌زنی دارای درجه R به‌عنوان بخشی از مونتاژ فعالیت‌های جنسی، بین قهرمان اصلی مرد و دوست دخترش ونسا کارلیسل تصویب شد.[۱۴]
- در قسمت "To Peg or Not to Peg" از مجموعه تلویزیونی The Bold Type، کت پد کودی، میخ‌زنی هست.[۱۵]
- در قسمت ۱۲ سریال تلویزیونی ویدا، او لین رودی را میخ می‌زند. در قسمت ۲۰ اشاره می‌شود که او جوهنی را گره زد.[۱۶]

## مطالعه بیش‌تر
- وایلت بلو: راهنمای زوج‌های ماجراجو برای سکس با کیر مصنوعی بنددار, انتشارات کلیس، ۲۰۰۷، شابک ‎۱−۵۷۳۴۴−۲۷۸-X
- تریستان تاورمینو: راهنمای کامل سکس مقعدی برای زنان, (انتشارات کلیس ۱۹۹۷/۲۰۰۶) شابک ‎۱-۵۷۳۴۴-۰۲۸-۰